# Pradnya Gadre
Pradnya Gadre (* 17. Oktober 1990) ist eine indische Badmintonspielerin. 

## Karriere
Pradnya Gadre siegte bei den Swiss International 2011 im Damendoppel mit Prajakta Sawant. Bei den nationalen Titelkämpfen 2011 wurde sie in dieser Disziplin Zweite mit Jyotshna Polavarapu. 2012 gewann sie ihren ersten nationalen Titel, wiederum im Damendoppel mit Prajakta Sawant. 2014 gewann sie im Mixed bei den Sri Lanka International.